# Sofiane Boutebba
Sofiane Boutebba (sinh ngày 17 tháng 2 năm 1989) là một cầu thủ bóng đá người Algérie thi đấu cho CABBA ở vị trí hậu vệ.